# نهائي كأس فرنسا 2004
نهائي كأس فرنسا 2004 هي المباراة النهائية من منافسة كأس فرنسا 2003–04، أقيمت المباراة في 29 مايو 2004، في ملعب فرنسا، بين فريقي باريس سان جيرمان، ونادي شاتورو، وفاز فيها باريس سان جيرمان، بعد أن هزم نادي شاتورو، بنتيجة 1 - 0، وكان حكم المباراة Stéphane Bré ‏، وحضر المباراة 78357 شخصاً.

## تفاصيل المباراة
لعبت المباراة النهائية في 29 مايو 2004.
| باريس سان جيرمان | 1 -0 | نادي شاتورو |
| ---------------- | ---- | ----------- |
| باوليتا 65 '     |      |             |